# Botafogo (Schiff)
Die São João Baptista (deutsch „Heiliger Johannes der Täufer“, allgemein bekannt als Botafogo) war ein portugiesisches Galeonen-Kriegsschiff, das im 16. Jahrhundert, um 1534, gebaut wurde und als das größte und mächtigste Kriegsschiff der damaligen Zeit galt.
Dieses Schiff konnte mit 200 Kanonen größeren Kalibers oder 366 Kanonen mittleren und kleineren Bronze-Kanonen bewaffnet werden. Aus diesem Grund wurde es als Botafogo bekannt (deutsch Feuerspucker).

## Geschichte
Das Botafogo wurde sowohl im Atlantik als auch im Mittelmeer eingesetzt, wo sie während der Eroberung von Tunis (1535) berühmt wurde. In dieser Schlacht wurde die Botafogo von Infant Ludwig von Portugal, Herzog von Beja, Bruder von Johann III. und Schwager von Karl V., befehligt.
Historikern zufolge war es der Rammsporn der Botafogo, der die Ketten von La Goletta zerstörte, welche die Hafeneinfahrt von Tunis schützten, und es der verbündeten christlichen Flotte erlaubte, die Stadt zu erreichen und zu erobern.

## Botafogo in Rio de Janeiro
Die Galeone Botafogo ist der Namensursprung des berühmten Botafogo-Viertels in Rio de Janeiro, Brasilien.
Ein Besatzungsmitglied namens João de Sousa Pereira, ein Adliger aus der Stadt Elvas, wurde als Verantwortlicher für die Artillerie des Schiffes berühmt. Er bekam auch den Spitznamen „Botafogo“, den er in seinen Familiennamen aufnahm. Später ging er in die portugiesische Kolonie Brasilien und kämpfte gegen die Franzosen und die örtlichen Tupi-Indianer. Als Belohnung schenkte ihm die portugiesische Krone einige Gebiete, die heute als Botafogo-Gebiet bekannt sind.